# Montieri
Montieri – miejscowość i gmina we Włoszech, w regionie Toskania, w prowincji Grosseto.
Według danych na rok 2004 gminę zamieszkiwało 1249 osób, 11,6 os./km².